# Michele Dougherty

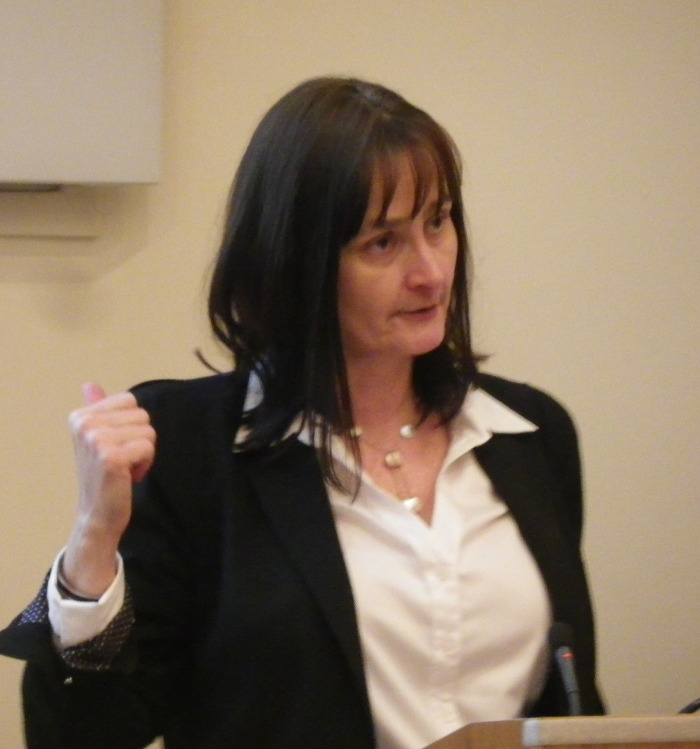
Michele Dougherty (2015)

Michele Karen Dougherty (* 1962) ist eine südafrikanische Physikerin.

## Werdegang
Dougherty erhielt ihren Ph.D. in Physik 1988 an der Universität von Natal, ging dann einige Jahre nach Deutschland und arbeitete dort im Bereich angewandte Mathematik. Seit 1991 ist sie Professorin für Space Physics am Imperial College London. Sie arbeitete am Projekt mit der Raumsonde Ulysses. Sie ist ferner Principal Investigator für das Magnetometer an Bord der Raumsonde Cassini-Huygens. Im Jahre 2008 wurde sie für die innovative Auswertung von magnetischen Felddaten, die zur Entdeckung der Atmosphäre um einen Saturnmond führte, mit der Hughes-Medaille ausgezeichnet.

## Auszeichnungen
- 2007: Chree Medal and Prize
- 2008: Hughes-Medaille[3]
- 2017: Goldmedaille der Royal Astronomical Society
- 2018: Commander des Order of the British Empire
- 2018: Glazebrook Medal des Institute of Physics
- 2022: Mitglied der American Academy of Arts and Sciences
- 2024: Bakerian Lecture